# コナー・メネズ
- コナー・メネス

コナー・スコット・メネズ（Conner Scott Menez、英語発音: [ˈkɑnɚ skɑt ˈmɛnɛz]; 1995年5月29日 - ）は、アメリカ合衆国カリフォルニア州サンベニート郡ホリスター出身のプロ野球選手（投手）。左投左打。

## 経歴

### プロ入り前
カリフォルニア州ホリスターで生まれ育ち、高校は地元のサンベニート高校に進学し、その後サンタクラリタにあるザ・マスターズ大学に進学。大学野球に参加した。

### プロ入りとジャイアンツ時代
2016年のMLBドラフトでサンフランシスコ・ジャイアンツから14巡目（全体425位）で指名され、同年6月16日に契約金7.5万ドルで契約を締結した。6月22日に傘下ルーキー級AZLジャイアンツでプロデビュー。7月24日にA-級セイラム＝カイザー・ボルケーノズに昇格、8月2日にA+級サンノゼ・ジャイアンツに昇格した。2016年シーズンは3チーム合計で15試合（53.1回）に登板し、4勝1敗、防御率4.22を記録した。
2017年はA+級サンノゼで23試合（114.1回）に登板し、7勝7敗、防御率4.41を記録した。
2018年はA+級サンノゼで開幕を迎えた。その後、AA級リッチモンド・フライングスクアレルズ、AAA級サクラメント・リバーキャッツの3チームに所属した。シーズン成績は3チーム合計で28試合（全て先発、135.1回）に登板し、9勝10敗、防御率4.46を記録した。
2019年はAA級リッチモンドで開幕を迎えた。6月8日にAAA級サクラメントに昇格。7月21日にメジャーに初昇格し、同日行われたニューヨーク・メッツ戦でメジャーデビュー。この試合では5.0回を投げて2失点で、勝ち負けは付かなかった。
2020年はメジャーで7試合に登板し、7月31日のテキサス・レンジャーズ戦でメジャー初勝利を挙げた。
2021年8月4日にDFAとなり、7日にマイナー契約でジャイアンツと再契約した。

### カブス時代
2021年12月8日に行われたルール・ファイブ・ドラフトのマイナーリーグフェイズでシカゴ・カブスから指名され移籍した。
2022年はAAA級アイオワ・カブスで開幕を迎えた。5月7日にメジャー契約を結びアクティブ・ロースター入りした。1試合に登板し、5月17日にマイナーに降格。6月4日にDFAとなり、7日にマイナー契約でカブスに残留した。

### 日本ハム時代
2022年6月24日に北海道日本ハムファイターズと契約合意に達したと発表された。シーズン終了までの契約で、背番号は70。
7月14日に来日すると、同20日に横浜DeNAベイスターズとの二軍戦で来日初登板し、1回3安打2失点を記録。その後、同23日に新型コロナウイルスに感染した選手の代替選手として初昇格すると、同日の千葉ロッテマリーンズ戦（札幌ドーム）で来日初登板。1死満塁のピンチを招きながらも1回を無失点に抑えた。9月8日の千葉ロッテマリーンズ戦（ZOZOマリンスタジアム）では来日初先発登板し、5回を無安打無失点に抑えた。9月16日のオリックス・バファローズ戦（京セラドーム大阪）では、6回途中まで1失点に抑えていたが、宗佑磨への2球目で投球動作の途中でバランスを崩し、下半身を痛めた仕草を見せ、緊急降板。この試合で来日初勝利を挙げたが、札幌市内の病院で左膝関節水腫と診断され、9月21日に左膝治療のためアメリカ合衆国へ帰国した。シーズンオフの10月3日、次年度の契約延長に合意したことが発表された。単年契約で、推定年俸は9000万円プラス出来高。
2023年は、オープン戦で7試合連続無失点と結果を残し、勝ち試合の中継ぎ投手として開幕を迎えた。シーズン初登板となった4月1日の東北楽天ゴールデンイーグルス戦（エスコンフィールドHOKKAIDO）では、2点リードの8回表に登板し、二者連続三振に抑えるも、二死から炭谷銀仁朗を四球で出塁を許すと、続く辰己涼介に同点となる2点本塁打を打たれた。同5日のロッテ戦（ZOZOマリン）では、1点リードの7回に登板したが、四球と安打で一死1,2塁のピンチを背負って降板。後続の玉井大翔が暴投などで走者を返したため、来日初の敗戦投手となった。その後、コディ・ポンセや金村尚真の怪我もあり、先発に転向。シーズン初先発登板となった4月30日の福岡ソフトバンクホークス戦（エスコンフィールド）では、アリエル・マルティネスと外国人バッテリーを組み、4回まで1安打無失点に抑えるも、5回途中で降板した。2度目の先発となった5月7日の楽天戦では、来日後最長となる6回を投げ、4安打2失点（自責0）と好投した。しかし、同14日のロッテ戦（エスコンフィールド）では、クイックモーションの甘さを突かれて1イニング3盗塁を許すなど4回途中6安打4失点で降板。さらに、同23日のソフトバンク戦（エスコンフィールド）では4回までに5つの四球を与えて降板し、翌24日に登録抹消された。その後、6月21日の埼玉西武ライオンズとの二軍戦で先発登板するも、初回に2本の満塁本塁打を浴びるなど、11者連続で出塁を許し、1/3回9安打3本塁打3四球13失点で降板。その後ウェイバー公示され、6月30日に自由契約となって退団した。この年の成績は12試合に登板（4試合に先発）し、0勝2敗、防御率3.14であった。

## 投球スタイル
最速94.5mph（約152.1km/h）の速球とスライダーで組み立てる。
前述の様にクイックモーションには難があったが牽制は上手く、2022年には6イニングの間に3回牽制で刺している。

## 詳細情報

### 年度別投手成績
| 年 度    | 球 団    | 登 板 | 先 発 | 完 投 | 完 封 | 無 四 球 | 勝 利 | 敗 戦 | セ 丨 ブ | ホ 丨 ル ド | 勝 率 | 打 者 | 投 球 回 | 被 安 打 | 被 本 塁 打 | 与 四 球 | 敬 遠 | 与 死 球 | 奪 三 振 | 暴 投 | ボ 丨 ク | 失 点 | 自 責 点 | 防 御 率 | W H I P |
| -------- | -------- | ----- | ----- | ----- | ----- | -------- | ----- | ----- | -------- | ----------- | ----- | ----- | -------- | -------- | ----------- | -------- | ----- | -------- | -------- | ----- | -------- | ----- | -------- | -------- | ------- |
| 2019     | SF       | 8     | 3     | 0     | 0     | 0        | 0     | 1     | 0        | 0           | .000  | 73    | 17.0     | 13       | 4           | 12       | 0     | 0        | 22       | 2     | 0        | 10    | 10       | 5.29     | 1.47    |
| 2020     | SF       | 7     | 0     | 0     | 0     | 0        | 1     | 0     | 0        | 0           | 1.000 | 45    | 11.1     | 6        | 2           | 5        | 0     | 1        | 8        | 0     | 0        | 4     | 3        | 2.38     | 0.97    |
| 2021     | SF       | 8     | 1     | 0     | 0     | 0        | 1     | 0     | 0        | 0           | 1.000 | 62    | 14.0     | 16       | 2           | 3        | 0     | 0        | 15       | 0     | 0        | 10    | 6        | 3.86     | 1.36    |
| 2022     | CHC      | 1     | 0     | 0     | 0     | 0        | 0     | 0     | 0        | 0           | ----  | 5     | 1.0      | 1        | 0           | 0        | 0     | 1        | 1        | 0     | 0        | 0     | 0        | 0.00     | 1.00    |
| 2022     | 日本ハム | 15    | 2     | 0     | 0     | 0        | 1     | 0     | 0        | 6           | 1.000 | 97    | 25.0     | 14       | 1           | 13       | 0     | 1        | 28       | 1     | 0        | 5     | 3        | 1.08     | 1.08    |
| 2023     | 日本ハム | 12    | 4     | 0     | 0     | 0        | 0     | 2     | 0        | 0           | .000  | 116   | 25.2     | 24       | 1           | 14       | 0     | 2        | 19       | 1     | 0        | 13    | 9        | 3.16     | 1.48    |
| MLB：4年 | MLB：4年 | 24    | 4     | 0     | 0     | 0        | 2     | 1     | 0        | 0           | .667  | 185   | 43.1     | 36       | 8           | 20       | 0     | 2        | 46       | 2     | 0        | 24    | 19       | 3.95     | 1.29    |
| NPB：2年 | NPB：2年 | 27    | 6     | 0     | 0     | 0        | 1     | 2     | 0        | 6           | .333  | 213   | 50.2     | 38       | 2           | 27       | 0     | 3        | 47       | 2     | 0        | 18    | 12       | 2.13     | 1.28    |

- 2023年シーズン終了時

### 年度別守備成績
| 年 度 | 球 団    | 投手（P） | 投手（P） | 投手（P） | 投手（P） | 投手（P） | 投手（P） |
| 年 度 | 球 団    | 試 合     | 刺 殺     | 補 殺     | 失 策     | 併 殺     | 守 備 率  |
| ----- | -------- | --------- | --------- | --------- | --------- | --------- | --------- |
| 2019  | SF       | 8         | 2         | 1         | 0         | 0         | 1.000     |
| 2020  | SF       | 7         | 1         | 1         | 1         | 0         | .667      |
| 2021  | SF       | 8         | 0         | 1         | 1         | 0         | .500      |
| 2022  | CHC      | 1         | 0         | 0         | 0         | 0         | ----      |
| 2022  | 日本ハム | 15        | 0         | 4         | 0         | 0         | 1.000     |
| 2023  | 日本ハム | 12        | 1         | 6         | 1         | 0         | .875      |
| MLB   | MLB      | 24        | 3         | 3         | 2         | 0         | .750      |
| NPB   | NPB      | 27        | 1         | 10        | 1         | 0         | .917      |

- 2023年シーズン終了時

### 記録

#### NPB
初記録
- 初登板：2022年7月23日、対千葉ロッテマリーンズ13回戦（札幌ドーム）、6回表に4番手で救援登板、1回無失点[13]
- 初奪三振：同上、6回表にアデイニー・エチェバリアから空振り三振[13]
- 初ホールド：2022年8月7日、対オリックス・バファローズ19回戦（京セラドーム大阪）、8回裏二死から4番手で救援登板、1/3回無失点
- 初先発登板：2022年9月8日、対千葉ロッテマリーンズ17回戦（ZOZOマリンスタジアム）、5回無安打3四死球無失点で勝敗つかず[33]
- 初勝利・初先発勝利：2022年9月16日、対オリックス・バファローズ25回戦（京セラドーム大阪）、5回2/3を5安打1失点

### 背番号
- 51（2019年 - 2021年）
- 41（2022年 - 2022年6月4日）
- 70（2022年7月16日 - 2023年6月30日）